# Перрен, Клод-Виктор
Клод-Викто́р Перре́н (фр. Claude-Victor Perrin; 7 декабря 1764, Ламарш — 1 марта 1841, Париж) — Маршал империи (1807), герцог Беллюно (1808 год), военный министр Франции (1821—1823). Известен как маршал Викто́р (его прозвищем было фр. Beau Soleil, «прекрасное солнце»).

## Биография
Сын нотариуса. На службу вступил ещё в возрасте 15 лет, став в 1781 году барабанщиком Гренобльского артиллерийского полка. В октябре стал волонтёром 3-го батальона департамента Дром.
В Республиканской армии стремительно сделал карьеру, пройдя путь от унтер-офицера (начало 1792 года) до бригадного генерала (присвоено 20 декабря 1793).
Участвовал во взятии Тулона (1793), где и познакомился с Наполеоном (тогда ещё только капитаном).
Во время Итальянского похода 1796—1797 годов овладел Анконой.
В 1797 году ему присвоено звание дивизионного генерала.
В последующие войны способствовал одержанию побед при Монтебелло (1800), Маренго, Иене и Фридланде. За это последнее сражение Перрен получил маршальский жезл.
В 1800—1804 годах был командующим войсками Батавской республики. Затем на дипломатической службе — посол Франции в Дании.
В 1806 году вновь в действующей армии, назначен начальником штаба 5-го корпуса. Осаждал Данциг.
В 1808 году, действуя в Испании, одержал победы при Уклесе, Медельине и Эспиноса-де-лос-Монтерос. 
В 1812 году участвовал в походе в Россию.
В 1813 году отличился в битвах при Дрездене, Лейпциге и Ганау.
В кампанию 1814 года был тяжело ранен.
Из-за опоздания к сражению при Монтро был снят Наполеоном с командования корпусом и заменён Жераром.
После Парижского мира Перрен перешёл на сторону Бурбонов.
Во время так называемых «Ста дней» последовал за Людовиком XVIII в Гент и по возвращении оттуда сделан пэром Франции.
В 1821 году получил должность военного министра, но оставил этот пост при начале испанской кампании (1823) и последовал за герцогом Ангулемским в Испанию.
Издал мемуары Extraits des mémoires inédits du duc de Bellune (Париж, 1826).

## Награды
- Орден Почётного легиона, большой орёл (6.03.1805)
- Орден Почётного легиона, великий офицер (14.06.1804)
- Орден Почётного легиона, легионер (11.12.1803)
- Орден Железной короны, командор (Королевство Италия)
- Орден Святого Духа, командор
- Орден Святого Людовика, большой крест